# Cyprus International 2004
Die Cyprus International 2004 im Badminton fanden vom 21. Oktober bis zum 24. Oktober 2004 in Nikosia statt.

## Sieger und Platzierte
| Disziplin    | Gold                       | Silber                                 | Bronze                                  |
| ------------ | -------------------------- | -------------------------------------- | --------------------------------------- |
| Herreneinzel | Petr Koukal                | Marco Vasconcelos                      | Shai Geffen                             |
| Herreneinzel | Petr Koukal                | Marco Vasconcelos                      | Pavlos Charalambidis                    |
| Dameneinzel  | Filipa Lamy                | Katarzyna Krasowska                    | Vânia Leça                              |
| Dameneinzel  | Filipa Lamy                | Katarzyna Krasowska                    | Telma Santos                            |
| Herrendoppel | Bruce Topping Mark Topping | Scott Evans Brian Smyth                | Giorgos Patis Theodoros Velkos          |
| Herrendoppel | Bruce Topping Mark Topping | Scott Evans Brian Smyth                | Boris Kroitor Nir Yusim                 |
| Damendoppel  | Filipa Lamy Vânia Leça     | Elena Iacovou Demetra Ioannou          | Marina Demosthenous Katarzyna Krasowska |
| Damendoppel  | Filipa Lamy Vânia Leça     | Elena Iacovou Demetra Ioannou          | Telma Santos Olga Shitikov              |
| Mixed        | Nuno Santos Telma Santos   | Nicolas Panayiotou Katarzyna Krasowska | Brian Smyth Olga Shitikov               |
| Mixed        | Nuno Santos Telma Santos   | Nicolas Panayiotou Katarzyna Krasowska | Shai Geffen Clare Flood                 |